# Ben Oude Luttikhuis
Ben Oude Luttikhuis (Tubbergen, 13 juni 1952- Seoul, 27 augustus 2011) was een Nederlands taekwondoka.
Oude Luttikhuis won vijftien nationale titels en een bronzen (1978) en zilveren (1980) medaille op de Europese kampioenschappen. In 1982 werd hij derde bij het wereldkampioenschap. Hij was houder van de achtste dan en was na zijn actieve carrière actief als bondscoach en bestuurder. Hij was zeven jaar bondscoach en acht jaar voorzitter van de Taekwondo Bond Nederland (TBN). Bij zijn afscheid werd Oude Luttikhuis benoemd tot bondsridders met gouden ereteken. Hij werd gedecoreerd tot ridder in de Orde van Oranje Nassau.